# Goubré
Goubré est une commune rurale située dans le département de Séguénéga de la province du Yatenga dans la région Nord au Burkina Faso.

## Géographie
Goubré se trouve à environ 9 km à l'ouest du centre de Séguénéga, le chef-lieu du département, et à 45 km au sud-est de Ouahigouya. Le village est à 3 km au sud de la route nationale 15.
Le territoire du village, situé sur le cours du Nakembé, est fréquemment inondé par les débordements du lac du barrage de Guitti,.

## Histoire
Le 22 mai 2024, lors de l'insurrection djihadiste au Burkina Faso, plusieurs centaines de djihadistes du GSIM attaquent un camp des VDP et un camp de déplacés où ils tuent au moins 80 personnes, dont huit miliciens et 72 civils, dont six enfant.

## Santé et éducation
Goubré accueille un centre de santé et de promotion sociale (CSPS) tandis que le centre médical avec antenne chirurgicale (CMA) de la province se trouve à Séguénéga.
Le village possède une école primaire publique.